# Erik Eriksen
Erik Eriksen (ur. 20 listopada 1902 w Brangstrup k. Ringe, zm. 7 października 1972 w Odense) – duński polityk, premier Danii (1950–1953), działacz partii Venstre.

## Życiorys
Urodził się 20 listopada 1902 w Brangstrup k. Ringe, w rodzinie rolnika Povla Eriksena (ur. 1864) i Sofie Kirstine Hedevig Jensen (ur. 1872). W latach 1935–1968 pełnił mandat deputowanego do Folketingetu. Od 1945 do 1947 był ministrem rolnictwa. W latach 1950–1965 zajmował stanowisko przewodniczącego Venstre. Od 1950 do 1953 sprawował funkcję premiera Danii. Trzykrotnie był przewodniczącym Rady Nordyckiej (1953–1954, 1956–1957, 1961–1962).
Zmarł 7 października 1972 w Odense, pochowany na Ringe Kirkegård na Fionii.

## Ordery i odznaczenia
- Krzyż Wielki Orderu Danebroga (Dania)[2]
- Wielka Wstęga Orderu Odrodzenia Polski (27 października 1947)[3][4]